# Hugo Ferdinand Boss
Hugo Ferdinand Boss (8. července 1885 Metzingen, Württemberské království – 9. srpna 1948 Metzingen, Württembersko-Bádensko) byl švábský návrhář oděvů a obchodník, který v roce 1923 založil spolu se dvěma společníky dnes světoznámou oděvní firmu Hugo Boss. Tu pak vedl až do roku 1948, kdy jej sankce za aktivní účast v NSDAP (členem byl od roku 1931 až do konce války a jeho firma šila nacistické uniformy) přiměly předat vedení synovi.